# Palicourea josephi
Palicourea josephi är en måreväxtart som beskrevs av Raymond Benoist. Palicourea josephi ingår i släktet Palicourea och familjen måreväxter. Inga underarter finns listade i Catalogue of Life.